# Мелантиевые
Мелантиевые (лат. Melanthiaceae) — семейство однодольных многолетних травянистых растений, распространённых большей частью в Северном полушарии. В Системе классификации APG II это семейство относится к порядку Лилиецветные. В более ранних системах большинство родов семейства входило в состав семейства Лилейные.
Три рода, ранее рассматривавшиеся в составе мелантиевых, Harperocallis McDaniel, Pleea Michx. и Tofieldia Huds., в 1995 году были выделены А. Л. Тахтаджяном в отдельное семейство Тофилдиевые (Tofieldiaceae).
В ряде классификаций Триллиум и ряд близких родов выделяются в отдельное семейство Триллиевые.

## Роды
- Amianthium A.Gray — Амиантиум
- Anticlea Kunth — Антиклея
- Chamaelirium Willd. — Хамелириум
- Helonias L. — Гелониас
- Melanthium J.Clayton ex L. typus — Мелантиум
- Paris L. — Вороний глаз
- Pseudotrillium S.B.Farmer
- Schoenocaulon A.Gray — Схенокаулон
- Stenanthium (A.Gray) Kunth — Стенантиум
- Toxicoscordion Rydb.
- Trillium L. — Триллиум
- Veratrum L. — Чемерица
- Xerophyllum Michx. — Ксерофиллум
- Zigadenus Michx. — Зигаденус